# Claude Mithon de Senneville de Genouilly
Claude Mithon de Senneville de Genouilly (Santo Domingo, 6 ottobre 1725 – Parigi, 23 marzo 1803) è stato un ammiraglio e nobile francese.

## Biografia
Claude Mithon de Genouilly fu  nipote del filibustiere Charles François d'Angennes e figlio di Jean-Jacques Mithon de Senneville, commissario del governo francese per la Martinica nel 1697 e primo intendente di Santo Domingo nel 1714. Claude si occupò fin da giovane dell'amministrazione della piantagione di famiglia sull'isola di Santo Domingo. Nel 1769 acquistò in Francia la signoria di Gy , presso l'Abbazia di Faremoutiers.
Intraprese la carriera in marina dal dicembre del 1763 quando ottenne il comando del vascello La Garonne. Ricevette poi il brevetto di capitano di vascello nel 1772. Prese parte alla guerra d'indipendenza degli Stati Uniti, combattendo in varie occasioni: ad Ouessant il 27 luglio 1778 contro l'ammiraglio inglese Augustus Keppel, poi nella battaglia di Grenada nel maggio del 1779 (vittoria francese), ed anche in altre differenti battaglie nelle Antille, dove comandò tre squadre francesi contro l'ammiraglio inglese George Rodney. In quell'occasione,  gli inglesi di Rodney avevano predisposto un blocco locale, ma Claude riuscì a superarli passando per La Désirade e per Port-Royal (Guadalupa) con un diversivo. Per queste due attività in battaglia venne ammesso nella Società dei Cincinnati per la sua partecipazione alla guerra d'indipendenza, il 20 agosto 1784.
Il 28 settembre 1793, in piena Rivoluzione francese, scrisse la presidente della commissione di sorveglianza per avvertirlo di una donazione da lui fatta di 3000 livres in assegnati e di 100 pistole numerate per sostenere gli sforzi della guerra e per contrastare le rivolte a Santo Domingo.
Il suo testamento, datato 1802, lasciò tutti i suoi beni ai suoi figli adottivi, nati dal matrimonio di suo fratello Charles Gabriel Mithon con Adélaïde Théodore O’Lary. Uno dei suoi nipoti, Charles Rigault de Genouilly, fu poi ammiraglio e ministro durante il regno di Napoleone III.